# 祖父悖論
祖父悖论（又称祖母悖论）是一种时间旅行的悖论，科幻故事中常见的主题。最先由法国科幻小说作家赫内·巴赫札维勒（René Barjavel）在他1943年的小说《不小心的旅游者》（Le Voyageur Imprudent）中提出。情景如下：
假如你回到过去，在自己父亲出生前把自己的祖父母杀死，但此舉動會產生一矛盾的情況：
你回到過去殺了你年輕的祖父，祖父死了就沒有父親，沒有父親也不會有你，那麼是誰殺了祖父呢？
或者看作：你的存在表示，祖父沒有因你而死，那你何以殺死祖父？
這就是祖父悖論。